# Водна рамкова директива
Во́дна ра́мкова директи́ва (ВРД) — нормативно-правовий акт Європейського Союзу, який встановлює рамки для захисту всіх водних об'єктів (включаючи морські води до однієї морської милі від берега) до 2015 року. ВРД встановив програму та графік для держав-членів щодо розробки планів управління річковими басейнами до 2009 року.
Метою рамкової директиви було досягнення «доброго стану» всіма водними об’єктами в державах-членах ЄУ, при цьому 47% водних об’єктів ЄУ, на які поширюється дія Директиви, не відповідають цьому стандарту.

## Основні принципи
ВРД є основним документом у галузі водної політики ЄС. Об'єктом спрямованих дій директиви є всі поверхневі, підземні, перехідні та прибережні води у межах кожного річкового басейну.
Базовим принципом ВРД ЄС є визнання району річкового басейну основною гідрографічною одиницею управління водними ресурсами — як цілісного природного гідрографічного об'єкту, який не може обмежуватися адміністративними чи державними кордонами. Управління кожним виділеним річковим басейном здійснюється на основі «Плану управління річковим басейном», який повинен містити аналіз стану басейну та чітку програму заходів для досягнення у встановлені терміни основної мети — доброго стану водних об'єктів, як поверхневих, так і підземних, що містяться на його території.
Екологічний та хімічний стан поверхневих вод оцінюється за такими критеріями:
- Біологічна якість (риба, бенталь безхребетні, водна флора);
- Гідроморфологічна якість, така як структура берегів річки, безперервність річки або субстрат русла річки;
- Фізико-хімічні якості, такі як температура, насичення киснем та поживні речовини;
- Хімічна якість, що стосується стандартів якости довкілля для специфічних забруднювачів річкових басейнів. Ці стандарти визначають максимальні концентрації для конкретних забруднювачів води. Якщо перевищено навіть одну таку концентрацію, водний об'єкт не буде класифіковано як такий, що має «добрий екологічний стан».[3]

Рамкова директива з водних ресурсів передбачає, що підземні води повинні досягти «доброго кількісного стану» та «доброго хімічного стану» до 2015 року. Підземні водні об'єкти класифікуються як «добрі» або «погані». Для визначення стану якости води використовуються коефіцієнти екологічної якости, які представляють собою співвідношення між виміряними біологічними значеннями, що спостерігаються у водних об'єктах, та відповідними референтними умовами. Коефіцієнт якости, що дорівнює одиниці, являє собою високий екологічний стан, тоді як нуль — поганий екологічний стан.
Стаття 14 директиви вимагає від держав-членів «заохочувати активну участь зацікавлених сторін» у впровадженні директиви. Загальновизнано, що це є аналогією Оргуської конвенції.
26 жовтня 2022 року Європейська Комісія опублікувала пропозицію щодо внесення змін до ВРД, а також до Директива про підземні води 2006 року (ДПВ) та Директиви про стандарти якости довкілля 2008 року. Пропозиція спрямована на узгодження директив з Європейською зеленою угодою 2020 року шляхом оновлення списків забруднювачів, оновлення стандартів якости, покращення оцінки комбінованих ефектів та забезпечення того, щоб правова база директив могла швидко узгоджуватися з науковими висновками.

## Імплементація

### Україна
Підписання Угоди про асоціацію між Україною та Європейським Союзом та його державами-членами, що відбулося 2014 р., зобов'язує Україну запроваджувати європейські стандарти у різних сферах суспільного життя, включаючи сферу управління водними ресурсами, їхньої охорони вод та боротьби із забрудненням вод.
Центральним органом виконавчої влади, що забезпечує формування державної політики у сфері охорони навколишнього природного середовища (зокрема і охорони водних ресурсів) є Міністерство захисту довкілля та природних ресурсів України (Міндовкілля). Реалізацією державної політики у сфері управління, використання та відтворення поверхневих водних ресурсів опікується Державне агентство водних ресурсів України (Держводагентство України).
Із прийняттям Закону України «Про внесення змін до деяких законодавчих актів України щодо впровадження інтегрованих підходів в управлінні водними ресурсами за басейновим принципом», розпочалося впровадження положень ВРД у Водний кодекс України і, в цілому, у практику управління водними ресурсами в Україні.
У 2017 році Україна ухвалила правила розробки планів управління річковими басейнами — ключовий документ для системної охорони водних ресурсів. У межах адаптації до Водної рамкової директиви Україна зобов’язалася впровадити комплексне управління водами, зокрема поверхневими та підземними. Для цього у 2019 році Міністерство довкілля затвердило Методику визначення масивів вод — частин річкових басейнів, які слід оцінювати окремо, що дозволило точніше планувати моніторинг і реагувати на ризики.
Наразі розроблено плани управління річковими басейнами 2025 – 2030 роки — Дніпра, Дністра, Дунаю, Південного Бугу, Дону, річок Криму та Приазов’я. У 2023 році Міндовкілля провело відбір проб води та спостереження у 492 з 585 запланованих пунктів моніторингу (84%). У результаті з’ясувалося, що 24% масивів перебувають у доброму стані (без ризику), 15% — імовірно під загрозою, а 61% — під ризиком.